# Rústico de Narbona
Rústico de Narbona (m. 26 de outubro de 461) foi um monge da abadia de Lérins e bispo de Narbona atualmente considerado santo pela Igreja Católica com sua festa ocorrendo em 20 de outubro. Boa parte de sua correspondência perdeu-se ao longo do tempo, com exceção, principalmente, de algumas cartas trocadas entre ele e São Jerônimo entre 452-458.

## Vida
Quando concluiu seus estudos na Gália partiu para Roma, onde ganhou reputação como orador público. Após conselho de São Jerônimo, prosseguiu em seus estudos ingressando na abadia de Lérins. Ordenado em Marselha, em 3 de outubro de 430, foi consagrado bispo de Narbona. Durante seu bispado, não foi capaz de impedir o avanço do arianismo principalmente devido as invasões visigóticas frequentes na região.
Em decorrência do Cerco de Narbona realizado pelos visigodos em 436 e as dissensões entre os católicos, Rústico escreveu uma carta para o papa Leão I (r. 440–461) na qual renunciava o bispado, contudo, Leão conseguiu dissuadi-lo. Entre 444-448, construiu a Catedral de Narbona dedicada a Genésio de Arles, em 451 deu assistência na convocação de 44 bispos da Gália e aprovou a carta de Leão I a Flaviano acerca do nestorianismo. Ele também participou de um Concílio de Arles no qual decidiu-se acerca do debate entre Teodoro de Fréjus e o abade de Lérins. Rústico faleceu em 26 de outubro de 461 e foi sucedido por Hermes.